# IC 4600
IC 4600 је лентикуларна галаксија у сазвјежђу Шкорпија која се налази на листи објеката дубоког неба у Индекс каталогу.
Деклинација објекта је - 22° 46' 59" а ректасцензија 16h 16m 5,3s. Привидна величина (магнитуда) објекта IC 4600 износи 15,5 а фотографска магнитуда 16,4. IC 4600 је још познат и под ознакама ESO 516-10, PGC 57668.